# Браголин, Джованни
Бруно Амадио (итал. Bruno Amadio; 15 января 1911, Венеция — 22 сентября 1981, Падуя) — итальянский художник, известный под псевдонимом Браголин (Bragolin).

## Биография
Бруно Амадио родился 15 января 1911 года в Венеции. Ещё в детском возрасте заинтересовался живописью и начал обучаться рисованию в академии. Однако, не окончив курса обучения, стал работать самостоятельно, примкнув к классицистам и развив собственную манеру изображения жизни. Часть работ он продавал туристам в послевоенной Венеции. Был мужем и отцом, скончался в 1981 году от рака пищевода в Падуе.

## Творчество
Джованни Браголин (это псевдоним, картины также подписывал и иными похожими именами) рисовал детей, цветы и сцены из повседневной жизни, зарисовки на исторические сюжеты. Известность ему принесли картины, на которых изображены плачущие дети.